# Bar Harbor (Maine)
Bar Harbor er en by på øen Mount Desert Island i Hancock County i Maine, USA. Byen er øens største med en befolkning på 5.235 (2010). Byen er en havneby, og der er færgefart til Yarmouth, Nova Scotia i Canada.
Byen er et kendt som sommerferieby. Byen er hjemsted for College of the Atlantic, samt et par biologiske laboratorier. Byen ligger lige uden for Acadia National Park og mange af parkens gæster overnatter i byen.

## Historie

### Oprindelige amerikanere
Hvor byen nu ligger, havde oprindelige amerikanere af wabenakifolket tidligere vinter- eller sommerboplads. Der findes i dag spor (køkkenmøddinger), der viser, at indianerne blandt andet levede af fisk, og ikke mindst muslinger og andre skaldyr, fx hummer, fra bugten. Forskellige stammer af Wabenakifolket kaldte henholdsvis stedet for Man-es-ayd'ik ("Stedet hvor der samles muslinger") og Ah-bays'auk ("Stedet hvor der bages muslinger").

### De hvide kommer til området
I 1604 kom franskmanden Samuel de Champlain til området. Hans skib løb på grund ved Otter Point, noget syd for den nuværende by. Her mødte han medlemmer af wabenakifolket, men hvilken stamme, han traf er ikke klart.. Det var Champlain, der navngav øen på grund af dens bjerge uden bevoksning: "Isle des Monts Desert" ("De nøgne bjerges ø").
I 1736 slog de første hvide nybyggere sig ned på stedet, som i 1796 fik navnet Eden, efter en engelsk politiker, Sir Richard Eden. Skovene og nærheden til havet betød, at de vigtigste erhverv udviklede inden for skovbrug og fiskeri, samt skibsbygning og andre aktiviteter, knyttet til havet. I 1840'erne tiltrak natursceneriet i området kunstmalere som Thomas Cole, Frederic Church, William Hart og Fitz Henry Lane. De billeder, de malede fra stedet, inspirerede andre kunstnere, journalister, sportsfolk og velhavere med trang til landlig idyl, til komme til området. I 1855 blev det første hotel i byen etableret og i 1868 blev den første sommerresidens bygget af rigmanden Alpheus Hardy.
I 1880 var der 30 hoteller i byen og turister ankom med færge og tog. Området var i denne periode den største konkurrent til Newport, Rhode Island, som velhavernes foretrukne feriested. Disse velhavere forsøgte jævnligt at overgå hinanden ved at invitere berømte arkitekter, til at designe sommerresidenserne og de tilhørende parker. Blandt de kendte landskabsarkitekter, der har sat deres præg på Bar Harbor, er Beatrix Farrand. Lystsejlads, haveselskaber, klubber, hestevognskørsel op ad det lokale bjerg, Cadillac Mountain og hestevæddeløb på en nyanlagt væddeløbsbane, var blandt de foretrukne fritidsbekæftigelser. Fra Shorepath, en sti mellem kysten og nogle af residenserne, kunne de lokale følge med i de velhavende tilflytteres aktiviteter.
Blandt de, der besøgte Eden var præsident William Taft, der i 1910 kom for at spille golf i én af de lokale golfklubber. Blandt de, der byggede sommerresidenser i området, var kendte familier som Rockefeller (den senere guvernør over New York og vicepræsident under Gerald Ford, Nelson Rockefeller, blev født i byen i 1908), Morgan, Vanderbilt, Astor, Ford, Carnegie og mange flere. Husene blev bygget, nærmest på række, og de lokale kaldte området "Millionaire Row".
I 1910 skiftede byen navn til det nuværende Bar Harbor, efter den ø, Bar Island, som ligger lige uden for, og giver læ til byens havn.

### Branden i 1947
I 1947 var der en alvorlig tørke i det meste af Maine, også på Mount Desert Island. Der opstod en skovbrand som brændte i 10 dage. Næsten halvdelen af øens østkyst stod i flammer, og da branden blecv stoppet, var 67 af rigmandsresidenserne på Millionaire Row nedbrændt. Det samme var fem hoteller og 170 af lokale indbyggerens beboelseshuse. 40 km² af Acadia National Park var nedbrændt. Byens forretningsdistrikt undslap branden, og mange af de historiske bygninger fungerer i dag som overnatningssteder (Bed & Breakfast) og kroer.

## Bar Harbor i dag
Byen besøges fortsat af turister, nu fra hele verden og krydstogtskibe lægger til i havnen hele sommeren. Fra byens havn sejler der dagligt ture til bankerne ud for Maines kyst, hvor turister har mulighed for at opleve hvaler, især pukkelhvaler.

### Geografi og klima
Byen omfatter et areal på 184,4 km², heraf er 109,3 km² land. Bar Harbor ligger ved havbugten Frenchman Bay.
Klimaet er mildt om sommeren, med gennemsnitstemperaturer omkring 18 grader celsius. Varmest er der i juli, med op til 27 grader i gennemsnit om dagen. Om, vinteren er gennemsnitstemperaturen -7 grader, koldest i januar med en gennemsnitstemperatur på -12 grader. Forskellen på dag- og nattemperatur er året rundt omkring 6-7 grader. Der falder en årlig nedbørsmængde på 1.455 mm, jævnt fordelt over hele året..

### Befolkning
Befolkningstallet var 5.235 i 2010. Heraf af var ca. 27% under 25 år, og ca. 18% over 65.. 95 % af befolkningen er hvide og ingen andre racer repræsenterer over 1% af befolkningen.
Gennemsnitsindkomsten for en familie var 51.989 dollars. Ca. 9% af befolkningen lever under USA's fattigdomsgrænse.
Kriminaliteten i byen er meget lav. I 2003 blev der registreret 3 tilfælde af alvorlig personkriminalitet, hvilket svarer til 0,6 tilfælde pr. 1.000 indbyggere..
Byen er vært for en række lokale festivaler, blandt andre en jazzfestival og en blomsterfestival.

## Kendte personer med tilknytning til Bar Harbor
- Joseph Pulitzer (bladudgiver)
- Katharine Hepburn (skuespiller)
- Jane Addams (modtager af Nobels Fredspris)
- Beatrix Farrand (landskabsarkitekt)
- Arthur Atwater Kent (opfinder)
- Mary Roberts Rinehart (forfatter)

## Eksterne referencer
- Byens officielle hjemmeside (engelsk)

- Wikimedia Commons har flere filer relateret til Bar Harbor (Maine)

USA 44°23′N 68°13′V / 44.383°N 68.217°V